# 友達でいいから
「友達でいいから」（ともだちでいいから）は高橋由美子の通算13枚目のシングル。1994年1月21日発売。発売元はビクターエンタテインメント。作詞、作曲はTAMTAM（後にセルフカバーしている）

## 友達でいいから（高橋由美子版）

### 概要
テレビ番組で知り合ったMariとTakaが結成した『TAMTAM』が作詞、作曲を行った。TAMTAMがレコード会社へ売り込み中にビクターエンターテインメイトのディレクターの目にとまり高橋へ提供された。オリコンでは自身初の10位を記録し、37.5万枚を売り上げる大ヒットとなった。

### 収録曲
全編曲：岩本正樹
1. 友達でいいから
  - 作詞・作曲：TAMTAM

テレビ朝日系ドラマ『南くんの恋人』主題歌
2. 今度逢える時には
  - 作詞・作曲：秋元薫
3. 友達でいいから（カラオケ）
4. 今度逢える時には（カラオケ）

## 友達でいいから（TAMTAM版）

### 概要
高橋の『友達でいいから』発売の1ヶ月半後の3月2日に発売された。TAMTAMのファーストシングル。

### 収録曲
全曲 作詞・作曲：TAMTAM、編曲：戸田誠司&TAMTAM
1. 友達でいいから
2. うっふっふ
3. 友達でいいから（オリジナル・カラオケ）